# Klein Nordende
Klein Nordende er en by og en kommune i det nordlige Tyskland, beliggende i Amt Elmshorn-Land under Kreis Pinneberg. Kreis Pinneberg ligger i den sydlige del af delstaten Slesvig-Holsten.

## Geografi
Klein Nordende ligger lige syd for Elmshorn. I den vestlige del af kommunen krydser Bundesstraße B 431 i nord-sydlig retning. Mod øst går motorvejen A 23.